# Ridaküla (Rapla)
Ridaküla – wieś w Estonii, w prowincji Rapla, w gminie Rapla.